# Richard Feynman
Richard Phillips Feynman (født 11. maj 1918, død 15. februar 1988) (efternavnet udtales FAJN-man; /ˈfaɪnmən/ i IPA) var en af de mest indflydelsesrige amerikanske fysikere i det 20. århundrede med uvurderlige bidrag til teorien for kvanteelektrodynamik. Han var en forelæser og amatørmusiker, og han bidrog til udviklingen af atombomben. Han blev senere medlem af den kommission der undersøgte Challenger-ulykken. Feynman blev i 1965 sammen med Julian Schwinger og Sin-Itiro Tomonaga tildelt Nobelprisen i Fysik for sit arbejde med kvanteelektrodynamikken.
Han er også berømt for sine mange eventyr, som beskrevet i bøgerne Det er vel Deres spøg, hr. Feynman! ("Surely You're Joking, Mr. Feynman!", 1985), Hvad skulle det bekymre dig, hvad andre mener? ("What Do You Care What Other People Think?", 1988) og Tuva eller ingenting! ("Tuva Or Bust!", 1991).

## Liv og levned
Feynman blev født i Far Rockaway, Queens, New York; hans forældre var jødiske, selv om de ikke praktiserede jødedommen som religion. Den unge Feynman var kraftigt påvirket af sin far, der opfordrede ham til at stille spørgsmål for at udfordre ortodoks tænkning. Hans mor videregav en stærk sans for humor til ham, som han bevarede hele sit liv. Som barn elskede han at reparere radioer, og havde talent for ingeniørkunst. Han eksperimenterede med og genopfandt til stadighed matematiske emner, såsom den halv-afledede (en matematisk operator, der anvendt to gange på en funktion gav den afledte af denne), og anvendte sin egen matematiske notation før universitetet. (Allerede i gymnasiet udviklede han den matematiske intuition bag sine Taylor-rækker for matematiske operatorer.) Hans meget direkte tilgang til tingene bragte en gang imellem mere konventionelle tænkere ud af kurs; et af hans spørgsmål under en forelæsning om kattes anatomi var: "Har De et kort over katten?". Hans IQ blev testet som værende 125 i hans skoletid – højt, men "kun hæderligt" ifølge biografiskribenten Gleick.

### Uddannelse
Feynman opnåede bachelorgraden fra Massachusetts Institute of Technology (MIT) i 1939, og blev Putnam Fellow samme år. Han opnåede sin Ph.D. fra Princeton University i 1942, hvor hans vejleder var John Archibald Wheeler. Feynmans afhandling anvendte princippet om stationær virkning på kvantemekaniske problemer, og lagde grunden til hans "kurveintegral"-tilgang og Feynman-diagrammer. Under doktorgradsarbejdet giftede Feynman sig med sin første kone, Arline Greenbaum, som havde fået diagnosen tuberkulose, hvilket var en dødelig sygdom på det tidspunkt. De var forsigtige, og Feynman fik aldrig selv tuberkulose.

### Manhattan-projektet
På Princeton opfordrede fysikeren Robert R. Wilson Feynman til at deltage i Manhattan-projektet — den amerikanske hærs projekt ved Los Alamos laboratoriet der udviklede atombomben under 2. verdenskrig. Helt frem til hendes død i juli 1945 besøgte han sin kone i et sanatorium i Santa Fe i weekenden. Han fordybede sig i arbejdet med projektet, og var til stede under Trinitytesten. Feynman påstod at han var den eneste der så eksplosionen uden de mørke briller der blev udleveret, og at han så gennem forruden på en lastvogn for at filtrere de skadelige ultraviolette frekvenser fra.
Som ung fysiker var hans bidrag til projektet relativt langt fra det centrale arbejde. Hans primære opgave var at administrere gruppen af menneskelige beregnere i den teoretiske afdeling, og senere sammen med Nicholas Metropolis at oprette et system, der benyttede IBM-hulkort til beregning. John G. Kemeny, den senere rektor for Dartmouth College, arbejdede på dette tidspunkt for Feynman. Det lykkedes faktisk Feynman at løse en af projektets ligninger, der blev slået op på tavler. Desværre "anvendte de ikke fysikken rigtigt", og Feynmans løsning blev ikke brugt i projektet.
Feynmans arbejde i Los Alamos omfattede også at regne på neutronligninger for Los Alamos-"Vandkogeren", en lille kernereaktor på laboratoriet i ørkenen, for at måle hvor tæt en bestemt samling af fissilt materiale var på at nå den kritiske grænse. Efter dette arbejde blev han overført til Oak Ridge-faciliteten, hvor han hjalp ingeniører med at beregne sikkerhedsprocedurer for opbevaring af materiale (så utilsigtede ulykker pga. overskridelse af den kritiske grænse kunne undgås). Han lavede også essentielt teoretisk og numerisk arbejde i forbindelse med den teoretiske uran-hydrid bombe, som senere viste sig umulig at realisere.
Los Alamos var isoleret; som Feynman selv formulerede det "var der ingenting at lave der". I sin kedsomhed fandt Feynman forskellige fritidsbeskæftigelser, som at dirke låse op, bryde ind i pengeskabe og efterlade drilske sedler for at bevise, at sikkerheden på laboratoriet ikke var så god, som folk gerne ville tro. Han fandt som trommeslager isolerede dele af mesaen, hvor han kunne spille i indiansk stil, "og måske dansede og sang jeg lidt". Disse aktiviteter forblev ikke ubemærkede, men ingen vidste at "Injun Joe" i virkeligheden var Feynman. Han blev ven med laboratoriets leder, J. Robert Oppenheimer, som uden succes forsøgte at lokke ham væk fra andre forpligtelser for at arbejde ved University of California, Berkeley efter krigen.

### Tidlig karriere: Cornell University
Efter projektet startede Feynman som professor ved Cornell University, hvor Hans Bethe, der beviste at solens energikilde er nuklear fusion, arbejdede. Han følte sig dog uinspireret her, og da han frygtede at han var brændt ud, vendte han sig mod mindre anvendelige, men underholdende problemer, som at analysere fysikken bag roterende, vippende tallerkener der balanceres af en jonglør. Det viste sig senere at dette arbejde skulle blive ham til nytte i senere forskning. Han var derfor overrasket da han blev tilbudt professorater ved konkurrerende universiteter, og valgte til sidst at arbejde ved California Institute of Technology i Pasadena, Californien, på trods af at han var blevet tilbudt en stilling nær Princeton, ved Institute for Advanced Study (som på det tidspunkt bestod af meriterede medarbejdere som Albert Einstein).
Feynman afviste instituttet med den begrundelse, at der ikke var nogen undervisningspligt. Feynman opfattede sine studerende som en kilde til inspiration og endda, i uproduktive perioder, trøst. Han følte at hvis han ikke kunne være kreativ, kunne han i det mindste undervise.
Feynman kaldes til tider for "Den Store Forklarer". Han var meget omhyggelig med at forklare forskellige emner for sine studerende, og gjorde det til en pointe ikke at gøre et emne uforståeligt, men i stedet tilgængeligt for andre. Hans princip var, at hvis han ikke kunne lave en forelæsning om et emne for førsteårsstuderende, så havde han ikke forstået det. Overalt hvor han kom, gik han imod udenadslære og andre undervisningsmetoder, der lagde vægt på form frem for funktion, fra en konference om undervisning i Brasilien til et statsligt udvalg omkring valg af undervisningsbøger i skolerne. Klar tænkning og klar fremlæggelse var fundamentale forudsætninger for hans opmærksomhed. Det kunne være farligt at opsøge ham uforberedt, og han glemte aldrig hvem idioterne og distanceblænderne var.
I et sabbatår vendte han tilbage til Newtons Principia for at studere den på ny. Det, han lærte af Newton, gav han videre til sine studerende, som for eksempel Newtons forsøg på at forklare diffraktion.

### Årene på Caltech
Feynman lavede det meste af sit bedste arbejde på Caltech – inklusive forskning i:
- Kvanteelektrodynamik: Problemet som Feynman fik Nobelprisen for handlede om sandsynligheden for, at kvantetilstande ændrer sig. Han bidrog til udviklingen af en kurveintegral-formulering af kvantemekanikken, hvor enhver mulig overgang fra en tilstand til en anden tages i betragtning. Den endelige overgang bliver en sum af alle mulighederne.

- Fysikken bag superflydning af kryogen flydende helium, hvor helium tilsyneladende flyder uden viskositet. Anvendelse af Schrödinger-ligningen på problemet viste, at den superflydende væske viste kvantemekaniske egenskaber, der kunne observeres på makroskopisk skala. Dette hjalp enormt på forståelsen af superledning.

- En model for svagt henfald, der viste at strømkoblingen i processen er en kombination af en vektor og en axial. (Et eksempel på svagt henfald er henfaldet af en neutron til en elektron, en proton, og en anti-neutrino.) Selv om E.C. George Sudharsan og Robert Marshak udviklede teorien næsten samtidig, blev Feynmans samarbejde med Murray Gell-Mann set som det udslagsgivende. Teorien var af afgørende betydning, og den svage vekselvirkning blev elegant beskrevet.

Han udviklede også Feynman-diagrammer, et beregningsværktøj der hjælper til at opstille og beregne vekselvirkninger mellem partikler i rumtid. Dette værktøj tillod ham, og senere andre, at arbejde med koncepter som ville have været mindre tilgængelige uden, så som irreversibilitet af tiden og andre fundamentale processer. Disse diagrammer er nu fundamentale for strengteori og M-teori, og er endda blevet udvidet topologisk. Feynmans mentale billede af disse diagrammer startede med billardkugle-tilnærmelsen, og til at starte med kunne man tænke på vekselvirkningerne som kollisioner. Det var først årtier senere, at fysikere kom på at analysere knudepunkterne i Feynman diagrammerne nærmere. Diagrammernes Verdens-linjer er blevet til rør for bedre at beskrive mere komplicerede objekter som strenge og M-braner.
Fra hans diagrammer over et lille antal partikler, der vekselvirkede i rumtid kunne Feynman modellere al fysik udtrykt ved disse partiklers spin samt rækkevidden af de fundamentale kræfters kobling. Dog var kvark-modellen en konkurrent til Feynmans parton-formulering, men Feynman modarbejdede ikke kvarkmodellen. For eksempel påpegede han overfor sine studerende, da den femte kvark blev opdaget, at opdagelsen medførte eksistensen af en sjette kvark. Denne blev da også opdaget i årtiet efter hans død.
Efter kvanteelektrodynamikkens succes vendte Feynman sig mod kvantegravitation. I analogi med fotonen, der er spin-1, undersøgte han konsekvenserne af et frit, masseløst spin-2 felt, og kunne deraf udlede Einsteins feltligning fra den Almene Relativitetsteori, men ikke meget mere. Desværre blev han på dette tidpunkt udkørt af at arbejde på flere projekter på samme tid; bl.a. arbejdede han også på Lectures in Physics.
På Caltech blev Feynman bedt om at opgradere undervisningen af bachelorstuderende. Resultatet af tre års dedikation til opgaven var en forelæsningsrække, der senere blev til de berømte The Feynman Lectures on Physics, som er en af hovedgrundene til, at Feynman stadig af de fleste fysikere betragtes som en af de største undervisere nogensinde. Feynman vandt senere Ørsted Medaljen for undervisning, hvilket han virkede meget stolt af. Hans studerende konkurrerede intenst om hans opmærksomhed; en gang blev han vækket, da en studerende havde løst et problem og afleverede det i brevsprækken på hans privatadresse. Da Feynman så den studerende snige sig væk over græsplænen, kunne han ikke gå i seng igen, og læste den studerendes løsning. Ved morgenmaden næste dag blev han afbrudt af en anden triumferende studerende, men Feyman måtte bedrøve denne studerende med, at han kom for sent.
Feynman var en entusiatisk formidler af fysik i både bøger og forelæsninger, bl.a. i en banebrydende forelæsning om nanoteknologi med titlen There's Plenty of Room at the Bottom. Feynman udlovede en præmie på 1000 US$ til hver af to udfordringer inden for nanoteknologi. Han var også en af de første videnskabsmænd, der indså mulighederne i kvantecomputere. Mange af hans forelæsninger og andre taler blev til bøger som The Character of Physical Law og QED: The Strange Theory of Light and Matter. Han gav forelæsninger som hans studerende skrev ned og som derefter blev udgivet i bogform, så som Statistical Mechanics og Lectures on Gravity. The Feynman Lectures on Physics krævede en fysiker, Robert B. Leighton, som redaktør på fuld tid i nogle år.

### Personligt liv
Feynmans første kone døde mens han arbejdede på Manhattan-projektet. Han giftede sig igen med Mary Louise Bell fra Neodesha i Kansas, i juni 1952; dette ægteskab blev en kort fiasko.
Feynman giftede sig senere med Gweneth Howarth fra England, som delte hans livsglæde. Ud over deres hjem i Altadena, Californien, havde de en strandvilla i Baja California. De var gift resten af livet, og fik en søn, Carl, og adopterede en datter, Michelle.
Feynman havde stor succes med at undervise Carl ved hjælp af diskussioner om myrer og marsmænd som et værktøj til at få et perspektiv på forskelige problemer og emner. Til hans overraskelse virkede de samme undervisningsværktøjer ikke på Michelle. Matematik var en fælles interesse for far og søn, og de gik begge ind i computer-branchen som konsulenter.
Jet Propulsion Laboratory brugte Feynman som beregningskonsulent under kritiske missioner. En kollega beskrev Feynman som en slags Don Quixote ved sit skrivebord, i stedet for en computer, klar til at kæmpe mod vindmøllerne.
Ifølge Feynmans kollega, professor Steven Frautschi, var Feynman den eneste person i Altadena-området, der købte en oversvømmelsesforsikring efter en omfattende brand i 1978. Han forudsagde korrekt, at ildens destruktion ville føre til erosion af jorden, med mudderskred og oversvømmelser til følge. Oversvømmelsen kom i 1979 efter kraftig regn om vinteren, og ødelagde mange huse i området.
Feynman rejste en del, bl.a. til Brasilien, og sent i livet planlagde han at besøge den obskure russiske republik Tuva, en drøm der pga. den kolde krigs bureaukratiske problemer aldrig blev realiseret. I denne periode opdagede han, at han havde kræft, men takket være kirurgiske indgreb kunne han holde sygdommen nede.
Feynman arbejdede ikke kun med fysik; men havde en stor kreds af venner fra alle livets afkroge, bl.a. kunst. Han begyndte på et tidspunkt at male og havde en vis succes under et pseudonym, der kulminerede i en udstilling dedikeret til hans arbejde. Han lærte at spille på trommer (frigideira) i tilstrækkelig god samba-stil i Brasilien, ved stædighed og øvelse, og deltog i en samba-"skole". Disse interesser gav ham ry for at være excentriker.
Feynman havde et meget frisindet syn på seksualitet, og var ikke bange for at indrømme det. I Surely You're Joking, Mr. Feynman!, fortæller han, hvordan han morede sig på hostess barer og stripklubber, og tegnede en udsmykning til en massageklinik. Han har desuden udtalt, at han har været cannabisbruger og har eksperimenteret med LSD. Feynman kunne også lide at cykle og blive interviewet.
I hans tidlige ungdom beskrev han sig selv som en "erklæret ateist".

### Feynmans sene år
Feynman blev bedt om at være med i præsidentens Rogers-kommission, som undersøgte Challenger-ulykken i 1986. Han fik ledetråde fra en kilde med intern information, og viste med en simpel demonstration på tv den afgørende rolle booster-raketternes o-rings-forseglinger spillede, blot ved brug af et glas isvand og en prøve af o-ring-materiale. Hans opfattelse af årsagen til ulykken afveg fra den officielle, og han var langt mere kritisk over for ledelsens ignorering af ingeniørernes bekymringer. Efter et omfattende lobbyarbejde blev Feynmans minoritetsudtalelse vedlagt som et appendiks til den officielle rapport. I bogen What Do You Care What Other People Think? kan man finde historier fra Feynmans arbejde i undersøgelseskommissionen. Hans evner som ingeniør ses i hans estimat af pålideligheden af rumfærgerne (98%), som desværre afspejles i de to ulykker ud af omkring 100 opsendelser indtil 2003.
Han kræftsygdom blussede op igen i 1987, og Feynman blev indlagt på et hospital et år senere. Komplikationer fra de kirurgiske indgreb forværrede hans tilstand, hvorfor Feynman besluttede at dø med værdighed og ikke modtage yderligere behandling. Han døde 15. februar 1988. Efter sigende var hans sidste ord "det her med at dø er kedeligt" ("this dying is boring").

## Æresbevisninger til minde om Feynman
Feynman blev mindet med et amerikansk erindringsfrimærke i 2005 som en af fire amerikanske videnskabsmænd, i et frimærkesæt sammen med Barbara McClintock, Josiah Willard Gibbs og John von Neumann. Sættet med selvklæbende 37 cent frimærker blev gjort tilgængelige 4. maj 2005 i ark med 20 frimærker med fem frimærker for hver person. Feynmans frimærke, tonet i stil med et gammelt fotografi, viser et fotografi af Feynman da han var i 30'erne samt otte små Feynman diagrammer.

## Værker af Feynman
The Feynman Lectures on Physics er måske hans mest tilgængelige værk for enhver der er interesseret i fysik. De blev til under forelæsninger for bachelorstuderende i 1962. Efterhånden som rygtet om forelæsningernes tilgængelighed spredte sig, begyndte en lang række professionelle fysikere at dukke op til dem. En professionel fysiker, Robert B. Leighton, redigerede dem om til bogform. Værket har bestået, og er selv i dag yderst anvendeligt.

### Bøger om fysik
- Elementary Particles and the Laws of Physics : The 1986 Dirac Memorial Lectures, paperback ISBN 0-521-65862-4, hardcover ISBN 0-521-34000-4.
- Six Easy Pieces: Essentials of Physics Explained by Its Most Brilliant Teacher, paperback ISBN 0-201-40825-2 and ISBN 0-465-02392-4, hardcover ISBN 0-201-40896-1
- Six Not So Easy Pieces: Einstein's Relativity, Symmetry and Space-Time, paperback ISBN 0-201-32842-9, hardcover ISBN 0-201-15025-5.
- The Feynman Lectures on Physics (sammen med Leighton og Sands). 3 bind 1964-1966. alle tre bind i paperback ISBN 0-201-02115-3, hardcover ISBN 0-201-50064-7.
- The Character of Physical Law ISBN 0-262-56003-8
- Quantum Electrodynamics ISBN 0-8053-2501-8
- QED: The Strange Theory of Light and Matter
- Statistical Mechanics ISBN 0-8053-2509-3
- Theory of Fundamental Processes ISBN 0-8053-2507-7
- Quantum Mechanics and Path Integrals (sammen med Albert Hibbs) ISBN 0-07-020650-3
- Lectures on Gravitation 1995 ISBN 0-201-62734-5
- Lectures on Computation ISBN 0-201-48991-0
- Feynman's Lost Lecture: The Motion of Planets Around the Sun ISBN 0-09-973621-7
- The Feynman Processor : Quantum Entanglement and the Computing Revolution ISBN 0-7382-0173-1

### Populærvidenskabelige bøger af og om Feynman
- Feynman, Richard Phillips. (1999). The Meaning of It All: Thoughts of a Citizen Scientist. Perseus Publishing. (Paperback udgave ISBN 0-7382-0166-9)
- The Pleasure of Finding Things Out
- Surely You're Joking, Mr. Feynman! ISBN 0-393-01921-7
- What Do You Care What Other People Think? ISBN 0-393-32092-8
- Genius: The Life and Science of Richard Feynman (af James Gleick)
- Most of the Good Stuff: Memories of Richard Feynman (redigeret af Laurie M. Brown and John S. Rigden)
- No Ordinary Genius: The Illustrated Richard Feynman (redigeret af Christopher Sykes)
- Tuva Or Bust! (by Ralph Leighton)
- QED and the Men Who Made It: Dyson, Feynman, Schwinger, and Tomonaga (Princeton Series in Physics) (af Silvan S. Schweber)
- Selected Papers on Quantum Electrodynamics (Fermi, Jordan, Heisenberg, Dyson, Weisskopf, Lamb, Dirac, Oppenheimer, Retherford, Pauli, Bethe, Bloch, Klein, Schwinger, Tomonaga, Feynman, Wigner, and many others) (redigeret af Julian Schwinger)
- Richard Feynman: A Life in Science (af John Gribbin og Mary Gribbin)
- The Beat of a Different Drum: The Life and Science of Richard Feynman (af Jagdish Mehra)
- Feynman's Rainbow: A Search for Beauty in Physics and in Life (by Leonard Mlodinow) ISBN 0-446-69251-4
- Perfectly Reasonable Deviations from the Beaten Track: The Letters of Richard P. Feynman – redigeret af Michelle Feynman (Basic Books, ISBN 0-7382-0636-9, april 2005).

### Lydbøger og optagelser
- "Six Easy Pieces" (de originale forelæsninger som bogen baserer sig på)
- "Six Not So Easy Pieces" (de originale forelæsninger som bogen baserer sig på)
- The Feynman Lectures on Physics: The Complete Audio Collection
  - Quantum Mechanics, Volume 1
  - Advanced Quantum Mechanics, Volume 2
  - From Crystal Structure to Magnetism, Volume 3
  - Electrical and Magnetic Behavior, Volume 4
  - Feynman on Fundamentals: Energy and Motion, Volume 5
  - Feynman on Fundamentals: Kinetics and Heat, Volume 6
  - Feynman on Science and Vision, Volume 7
  - Feynman on Gravity, Relativity and Electromagnetism, Volume 8
  - Basic Concepts in Classical Physics, Volume 9
  - Basic Concepts in Quantum Physics, Volume 10

## Værker om Feynman
Der er flere dokumentarudsendelser med og om Feynman, alle produceret i England for BBC's Horizon program, og vist i USA i PBS's Nova:
- "The Pleasure of Finding Things Out"
- "The Quest for Tannu Tuva" (titel ændret til 'Last Journey of a Genius' på Nova)
- "No Ordinary Genius", Parts 1 and 2 (en-times version med titlen "The Best Mind Since Einstein" vist på Nova)

En film om Feynmans liv med titlen Infinity og med Matthew Broderick i hovedrollen blev produceret i 1996. Filmen fokuserer på Feynmans forhold til sin første kone, Arline, med hans arbejde på Manhattan-Projektet som baggrund for filmen, der primært var en kærlighedshistorie. Filmen fik blandede anmeldelser, og klarede sig dårligt i biograferne.
Endelig blev Feynmans person spillet af Alan Alda i et skuespil med titlen QED i 2001. Stykket var stort set et en-mands show, med kun korte passager med andre personer, og portrætterede Feynman i sit kontor på Caltech. Det dækkede mange af historierne og anekdoterne fra Surely You're Joking, Mr. Feynman! og What Do You Care What Other People Think?